# یوسا
یوسا (به اسپانیایی: Lluçà) یک شهرستان در اسپانیا است که در بارسلون واقع شده‌است.

## خصوصیات
یوسا ۵۳ کیلومترمربع مساحت و ۲۵۵ نفر جمعیت دارد و ۷۵۱ متر بالاتر از سطح دریا واقع شده‌است.